# (5296) Friedrich
(5296) Friedrich (9546 P-L) – planetoida z pasa głównego asteroid okrążająca Słońce w ciągu 5,54 lat w średniej odległości 3,13 j.a. Odkryta 17 października 1960 roku.